# Освобождение Варшавы
Освобождение Варшавы — операция частей Красной Армии и Войска Польского по освобождению столицы Польши, города Варшава, от немецкой оккупации, проходившая с 14 по 17 января 1945 года в рамках Варшавско-Познанской наступательной операции. 17 января 1945 года Варшава была освобождена войсками Красной Армии и 1-й армии Войска Польского.

## Предшествующие события
Варшава была взята немцами, после осады, 28 сентября 1939 года. За время оккупации варшавяне дважды поднимали восстания. В 1943 году восстало Варшавское гетто, а в 1944 году восстало польское население столицы. После подавления этих восстаний, немцы уничтожили до 84 % строений города (90 % промышленных строений, 90 % памятников архитектуры, 72 % жилого фонда). За время войны погибло 800 тысяч жителей Варшавы, в том числе 350 тысяч евреев и 170 тысяч погибших во время восстания 1944 года.
В ходе операции «Багратион», войска 1-го Белорусского фронта, под командованием уроженца Варшавы, маршала Советского Союза Константина Константиновича Рокоссовского, в июле 1944 года вышли на подступы к Варшаве, а в ходе боёв 10—15 сентября 1944 года, советскими и польскими частями был освобождён правый берег Вислы — район Прага. С ходу освободить город не удалось.
Красная Армия заняла позиции по реке Висла и в ходе осени-зимы 1944-45 наращивала силы, готовясь к наступлению. 28 ноября 1944 года Ставка Верховного Главнокомандования издала директиву № 220275 командующему войсками 1-го Белорусского фронта «О разгроме варшавско-радомской группировки противника». В том числе директива предписывала — «при содействии 2-го Белорусского фронта разбить варшавскую группировку противника и овладеть Варшавой…».
Немецкое командование также готовилось к обороне города. Ещё 27 июля 1944 года, находясь в своей резиденции «Вольфсшанце», Адольф Гитлер провозгласил Варшаву крепостью. Одновременно комендантом крепости был назначен генерал-лейтенант Райнер Штаэль. После начала Варшавского восстания, как не справившийся со своими обязанностями, был снят с должности и 23 августа покинул Варшаву. После поражения восстания, 28-29 сентября генерал-лейтенант Отто Хейдкампер, начальник штаба группы армий «Центр» обсуждал с генералом Смило фон Лютвицем, командующим 9-й армии, кандидатуры нового коменданта крепости. Рассматривались две кандидатуры: генерал-майор Гюнтер Рох, командовавший подавлением восстания в южной части Варшавы и кандидатура его командира во время подавления восстания, обергруппенфюрер СС Эрих фон дем Бах. Обе кандидатуры были признаны не подходящими для этой должности. 11 октября приказ о временном принятии руководства укреплением крепости Варшава получил штандартенфюрер СС Пауль Отто Гебель, руководитель СС и полиции Варшавского округа.
12 октября 1944 года Гиммлер приказал Гебелю разрушить все здания в городе, сохранив только то, что требовалось для обороны крепости (например транспортную инфраструктуру). Воинские подразделения должны были размещаться в подвальных помещениях. 18 октября в Варшаву прибыл новый комендант крепости генерал-майор Хельмут Айзеншток, которого уже в январе сменил генерал-лейтенант Фридрих Вебер.
Гарнизон города составляла Крепостная дивизия Варшава, насчитывающая 17 тысяч солдат и 346 орудий и миномётов. На один километр оборонительной линии приходились около 300 солдат, 8 орудий и один танк. Крепость Варшава была подготовлена также и для круговой обороны. Оборонительный рубеж проходил по линии: Цитадель — пл. Ветеранов — пути объездной железной дороги — Западный вокзал — пл. Нарутовича — Фильтры — пл. Политехники — пл. Спасителя — территория Сейма — Висла. Над Вислой были расположены основные укрепления. На остальных участках обороны построены бункеры.

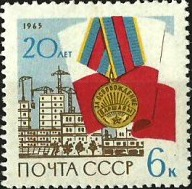
Почтовая марка СССР.1965 год. 20-летие освобождения Варшавы

С другой стороны реки солдаты 1-й армии Войска Польского проводили разведывательные рейды в Варшаву. Первыми в город, ещё до окончания восстания, в ночь с 28 на 29 сентября, пробрались на Жолибож разведчики хорунжего Виктора Сковрона. Они должны были захватить языка, но выполнить задание не сумели. На следующий день полувзвод фузилёров из 1-го батальона 5-го пехотного полка также переправился в Жолибож, где вступил в контакт с группой из 28 повстанцев из Армии Людовой. При отходе 4 фузилёра погибли. После падения восстания на Праге были организованы 4 наблюдательных пункта, а также проводились новые вылазки на другой берег реки. 18 октября проведена разведка сил и укреплений противника 18 добровольцами из 5-го пехотного полка под руководством поручика Миколая Бунды и хорунжего Рышарда Кулеши. Группа сумела пробраться только до Цитадели, но добыла важную разведывательную информацию. Ночью с 21 на 22 октября разведку в районе моста Кербедза провела группа из семи человек под командованием хорунжего Войцеха Ярузельского (будущий генерал Войска Польского и президент Польши), вскорости после этого произведённого в подпоручики.
В ночь с 23 по 24 октября была намечена крупная разведывательная операция в левобережной Варшаве. Первая группа, под командованием Ярузельского, смогла переправиться не вызвав беспокойства немцев и затаилась в руинах. Вторая группа, под командованием Кулеши, не смогла переправиться тихо и попала под сильный обстрел. Ожидавшая своей очереди третья группа, под командованием Хенрика Эпштейна, вызвала немецкий огонь на себя, что позволило отойти, хоть и с потерями, второй группе. Позже, без потерь, отошла и группа Ярузельского. 26 октября 1944 года 5-й полк был отведён на отдых в Вавер, а оборону на этом участке приняли 6-й полк 2-й пехотной дивизии и 3-й полк 1-й пехотной дивизии. Разведывательные рейды на варшавском участке фронта предпринимали и советские разведчики.
Советское командование планировало мощное наступление четырёх фронтов, 1-го, 2-го и 3-го Белорусских и 1-го Украинского, с целью оттеснить немцев к Одеру. Эта операция получила в истории название висло-одерской. Разведывательная информация о подготовке операции неоднократно докладывалась начальником штаба сухопутных войск вермахта, генерал-полковником Гейнцем Гудерианом, Адольфу Гитлеру, но тот предпочёл не верить этим сведениям и считать их советской пропагандой.
Первоначально начало операции планировалось на 20 января. 6 января, по причине неудачного для антигитлеровской коалиции развития событий в Арденнах, к Иосифу Сталину обратился Уинстон Черчилль. Он просил у советского командования начать в ближайшие дни крупную операцию на германско-советском участке фронта, с целью заставить немцев перебросить часть сил с запада на восток. Сталин сократил время на подготовку операции и перенёс её начало на 12 января.
Частью висло-одерской операции являлась проводившаяся войсками 1-го Белорусского фронта под командованием маршала Советского Союза Георгия Константиновича Жукова, Варшавско-Познанская операция, в задачи которой входило, в том числе, и непосредственное овладение городом Варшава.

## Боевые действия
К началу операции войска 1-го Белорусского фронта занимали рубеж по реке Висла, на линии от Сероцка до Юзефува. На западном берегу реки удерживались два плацдарма, Магнушевский и Пулавский. Немецкую оборону держали части 9-й армии вермахта. Висло-Одерская операция на всём протяжении фронта, от Балтийского моря до Карпат, началась 12 января 1945 года.
В ходе Варшавско-Познанской операции советское командование отводило нанесение главного удара частям 61-й армии. Они должны были действовать с плацдармов у Варки и Пулав, с целью отбросить противника и выйти на рубеж Гродзиск-Маджарин. 47-й армии была поставлена задача обойти Варшаву и наступать в направлении на Блоне. Общей целью действия армии было расчленить группировку противника и уничтожить её по частям.
Варшавско-Познанская наступательная операция началась утром 14 января. Войска 1-го Белорусского фронта перешли во внезапную атаку и уже в течение часа продвинулись на 2-3 километра. В первый день операции части 5-й ударной и 8-й гвардейской армий продвинулись на 12 километров. Части 61-й армии форсировали по льду Вислу и продвинулись на 3 километра.
15 января 1-я гвардейская танковая армия вышла к реке Пилица. Частями 11-го и 9-го танковых корпусов 16 января был освобождён Радом. 16 января перешла в наступление и 47-я армия, с ходу форсировавшая Вислу к северу от Варшавы. В полосе 5-й ударной армии в прорыв была введена 2-я гвардейская танковая армия, совершившая бросок на 80 километров, с выходом в район Сохачева, что отрезало пути отхода варшавской группировке немцев.
16 января на варшавском участке фронта были введены в действие польские части. В 7:55 утра началась артподготовка. Польские солдаты пошли в атаку через Вислу. Огонь немцев, хоть и принёс потери, не достиг своей цели и поляки взяли контроль над дамбой. Затем в прорыв была введена польская кавалерия. Во время атаки громкоговорители передавали над рекой национальный польский гимн. Польская кавалерия уже к 9 часам утра заняла Чернидлу и Цешицу. К вечеру эскадроны продвинулись к Езерной. Ночью уланы заняли несколько при-варшавских деревень: Опачь, Бенькова, Копыты, Беляева, Оборы, Пяски. Немцы, поняв что удержать Варшаву уже не получится, начали отвод своих частей Лазенок, Жолибожа, Влох и центра города.